# Pellenes grammaticus
Pellenes grammaticus es una especie de araña saltarina del género Pellenes, familia Salticidae. Fue descrita científicamente por Chamberlin en 1925.
Habita en los Estados Unidos (Arizona).